# Wola Zbrożkowa
Wola Zbrożkowa – wieś w Polsce położona w województwie łódzkim, w powiecie zgierskim, w gminie Głowno.

## Historia
Wolę Zbrożkową na gruntach wsi Ziewanice lokował w XV wieku Zbrożek z Ziewanic, syn Zbrosława, łowczego większego łęczyckiego. Pierwsza pisemna wzmianka o wsi pochodzi z 1434 roku. W latach 1975–1998 miejscowość administracyjnie należała do ówczesnego województwa łódzkiego.
We wsi znajdują się: biblioteka gminna oraz środowiskowy dom pomocy społecznej. Działa Ochotnicza Straż Pożarna, która powstała w 1918 roku.
9 września 1939 żołnierze Wehrmachtu zamordowali 12 mieszkańców wsi (nazwiska ofiar zostały ustalone).